# National Historic District

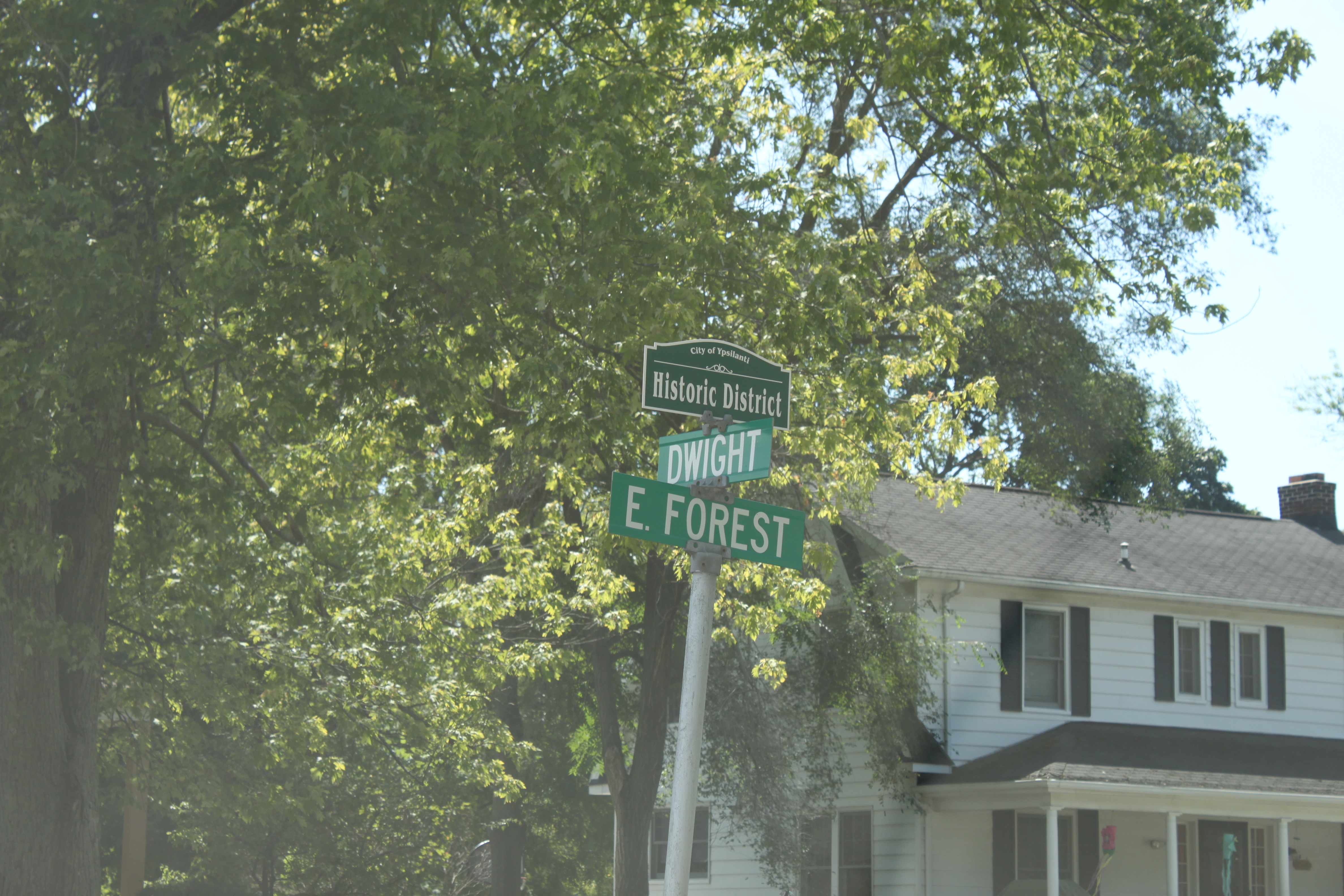
Placa en la calle del "Historic district", Ypsilanti, Michigan.

Un distrito histórico o distrito de la herencia es una sección de una ciudad que contiene edificios antiguos considerados de valor por razones históricas o arquitectónicas.  
En algunos países, los distritos históricos reciben protección legal procedente de los promotores inmobiliarios.
Los distritos históricos pueden ser o pueden no ser el centro histórico de la ciudad. Pueden ser a un tiempo o compartir espacio con un distrito comercial, un distrito administrativo o distrito de artes, o separados de todos ellos.

## Estados Unidos
Los Estados Unidos tienen una legislación específica identificando, y dando protección a los denominados historic districts (distritos históricos).